# Metroland (film)
Metroland è un film del 1997 diretto da Philip Saville.
La storia si svolge a Londra e Parigi, a cavallo tra gli anni sessanta e gli anni settanta.
Il film è tratto dall'omonimo romanzo di Julian Barnes pubblicato in Gran Bretagna nel 1980.

## Trama
1977: Chris vive in un sobborgo di Londra con sua moglie Marion e la loro piccola figlia. Un giorno si presenta alla loro porta un vecchio amico e compagno di scuola di Chris, Toni. Il ragazzo gli racconta dei suoi numerosi viaggi, essendo un po' sbandato e rivanga i vecchi tempi con Chris, che comincia a ripensare al suo passato, prima del matrimonio. Infatti, appena finita la scuola, Chris si era trasferito a Parigi per inseguire il suo sogno di diventare un famoso fotografo. Durante questo periodo incontra Annick, una ragazza francese molto avvenente che sta imparando a parlare inglese e i due cominciano una relazione molto intensa.
Chris è totalmente soggiogato da questa ragazza e se ne innamora, ricambiato. Un pomeriggio, Chris si trova in giro per la città a far fotografie quando incontra Marion e un gruppo di suoi amici che stanno giocando a cricket. Chris, disturbato dal gruppetto di gente, comincia a parlare francese facendo credere di esserlo ma la ragazza non si lascia ingannare e scopre subito che lui è inglese e lo invita gentilmente ad unirsi al gioco.
Chris accetta e così i due cominciano una tenera amicizia. Trascorse alcune settimane, Chris comincia a provare qualcosa per Marion e, contemporaneamente, comincia a sentire del fastidio a stare in compagnia di Annick. La ragazza francese si accorge di questo e lo lascia. Chris e Marion si sposano e tornano a vivere a Londra, cominciando a fare vita coniugale. Questo suo modo di vivere viene messo in discussione dall'arrivo di Toni che gli fa capire che la sua vita è piatta e monotona. Toni porta Chris ad una festa dove il ragazzo incontra Joanna che gli fa capire che è disposta a far l'amore con lui.
Inizialmente Chris non riesce a resisterle ma poi, dopo un sorriso malizioso da parte dell'amico che li ha visti insieme, si rende conto che in fondo ama sua moglie Marion e che la vita che fa non è così monotona come sembra. Dopo un diverbio con l'amico, confida questa sensazione alla moglie che gli rivela che Toni continua a dirgli che la sua vita è monotona perché al contrario di lui, loro due hanno creato stabilità e si sono costruiti una famiglia.

## Personaggi
- Chris, un ragazzo che aveva il sogno di diventare un fotografo e di vivere a Parigi. Qualche anno dopo si ritrova sposato con una figlia e lavora in un'agenzia pubblicitaria a Londra;
- Marion, moglie molto paziente e premurosa di Chris. Asseconda suo marito e gli fa aprire gli occhi sulle intenzioni del suo amico;
- Toni, l'amico un po' sbandato che ritorna da un lungo viaggio intorno al mondo. Trascina Chris in club dove si suona musica punk per svegliarlo dal suo letargo coniugale;
- Annick, ragazza francese molto bella e molto disinibita. Si innamorerà di Chris, ricambiata.
- Pendolare in pensione, signore che Chris un giorno incontra su un treno. L'uomo gli dice di seguire i suoi sogni e quando Chris decide di fargli una foto appena sceso dal treno, l'uomo scompare come se non fosse mai esistito.
- Joanna, una ragazza che Chris incontra ad una festa. Disinibita, corteggia Chris anche se lui le dice che è sposato.

## Colonna sonora
La colonna sonora è stata curata da Mark Knopfler che ha realizzato un album con lo stesso titolo.

## Distribuzione
| Date di release internazionali | Date di release internazionali | Date di release internazionali | Date di release internazionali                          |
| Paese                          | Titolo film                    | Date                           | Festival                                                |
| ------------------------------ | ------------------------------ | ------------------------------ | ------------------------------------------------------- |
| Italia                         | Metroland                      | 30 agosto 1997                 | Mostra Internazionale d'Arte Cinematografica di Venezia |
| Canada                         | Metroland                      | 11 settembre 1997              | Festival internazionale del film di Toronto             |
| U.S.A.                         | Metroland                      | 28 maggio 1998                 | Seattle International Film Festival                     |
| Singapore                      | Metroland                      | 2 luglio 1998                  | -                                                       |
| Regno Unito                    | Metroland                      | 21 agosto 1998                 | -                                                       |
| Francia                        | Metroland                      | 26 agosto 1998                 | -                                                       |
| Spagna                         | Metroland                      | 16 giugno 2000                 | -                                                       |
| Germania                       | Metroland                      | 21 dicembre 2000               | -                                                       |